# ケット・シー (バンド)
ケット・シーは、日本のバンド。

## メンバー
- しゅんぼー（吉岡 俊輔、1984年2月10日 - 香川県高松市出身、A型、独身）

ボーカル、ギター担当。
- やっちゃん（稲岡恭行、1984年2月6日 - 兵庫県加古川市出身、A型、独身）

ベース、コーラス、作詞作曲担当。
- けんいちうじ（奥田健一、1984年5月8日 - 兵庫県神戸市出身、A型、独身）

ギター、作曲担当。
- おっくん（於久哲也、1983年12月4日 - 兵庫県出身、B型、独身）

ドラム担当。

## ユニット名の由来
ケット・シーの前身となったバンドの名前が猫に関するものだったことから、猫を残したいというメンバーの意向によりヨーロッパの伝承に登場し、猫の妖精を意味するケット・シーがバンド名となった。

## 歴史
- 2006年
  - 3月ケット・シー結成。
  - 12月 WIN THE　SOUTH PORT ～ATCカウントダウン争奪戦～に出場。am HALL/Rockets/AtlantiQs/knaveからそれぞれの看板を背負って代表として選出される計24組の中から優勝。同年末に約5000人の前で演奏する。
- 2007年
  - 6月大阪梅田amHALLにて初のワンマンライブ。総動員数300人。
- 2008年
  - 4月NHK大阪『あほやねん!すきやねん!』にamHALLからの推薦で出演。1か月間番組のエンディングテーマとなる。
  - 8月シングル「Happy Trigger」 2000枚限定発売。
  - 10月大阪ロック大将、優勝。
  - 11月am HALLにてワンマンライブ。総動員数300人。
- 2009年
  - 1月ケット・シー主催ライブ『君と僕の距離が0になって～VOL.3～』開催。

## ディスコグラフィ

### シングルCD
- 1st Maxi Single　"Over the Rainbow"

1.Over the Rainbow
2.オレンジジュース
2005 4/03 自主制作 「バベル」購入者に無料配布
- 2nd Maxi single　"バベル"

1.バベル
2.ビギニング
2006 6/20 自主制作
- 3rd Maxi Single　"JUMP"

1.JUMP
2.サイエンス・フィクション
2007 8/13 自主制作
(50枚限定DVD付き)
- 4th Maxi Single　"Happy trigger/バベル"

1.Happy trigger
2.バベル
- 2008 8/22 発売

- 5th Maxi Single　"ファントムペイン"

1.ファントムペイン
- 2009 1/24 自主制作

ケット・シー主催イベントにて無料配布

### ミニアルバム
- 1st Mini Album "Hello"

1.惑星航路
2.闇夜のロマンチスト
3.サヨナラ
4.World is Mine
5.Over the Rainbow
- 2010 01/08 CACD-0001

### コンピレーションアルバム
- コンピレーションアルバム　ROCKACYCLE"ORANGE"

2005 4/20 ZENC-0504
（10曲入り）
- ROCKACYCLE"Lemon"

2.バベル/ケット・シ－ [PV]
発売日:2007.5.23
規番:ZENC-0707
- "NEW STYLE"

3.流れ星/ケット・シー
4.Brand new day/康張式
(他2アーティストが参加)
発売日:2008.3.1
規番:EMNS-0001

### DVD
- 1st DVD　"猫の恩返し"

2006 10/30のライブにて無料配布　自主制作
- 1st DVD（リニューアル発売）"猫の恩返し"

2007 01/06 自主制作
- DVD "煌めき!三ツ星高校サッカー部"

2007 03/30 制作
発売元 Piswing1
- 1st LIVE DVD

1st ワンマンライブ「世界で一番素敵な夜に♪」
2007 12/5 自主制作
- 2nd DVD　"猫の恩返し2"

2008 7/25発売　自主制作

## タイアップ
- NHK大阪放送局 あほやねん!すきやねん!

## メディア

### テレビ出演
- NHK大阪放送局 あほやねん!すきやねん!

### インターネット番組
- あっ!とおどろく放送局
- RealBBミュージック

### 雑誌
- フリーペーパー「JUICE」、全国主要都市4000ケ所にて配布